# Nødlanding
Nødlanding è un film del 1952, diretto da Arne Skouen. Il film è stato presentato al Festival di Cannes del 1952.